# Victor Amédée de La Fage
Victor Amédée de La Fage, Marquês de Saint-Huruge, nascido em Mâcon, França, por volta de 1750 e morto por volta de 1809, é um agitador político francês, durante o período da Revolução Francesa.

## Biografia
Após ter herdado uma vasta fortuna paterna, Saint-Huruge desiste de sua carreira militar. Sua mulher, uma comediante de nome Mercier, era desejada por Amelot e este o faz ser encerrado no Castelo de Vincennes e depois no Asilo de Charenton. Libertado pelos amigos do Parlamento de Dijon, refugia-se na Inglaterra.
De volta à França, em 1789, torna-se um dos agitadores do Palais-Royal, um abrigo revolucionário. Ele embrenha-se por uma carreira de orador e agitador, sob a Revolução Francesa, onde, segundo palavras de Lamartine, « era por si só uma insubordinação ». Ligado à Danton, foi preso durante o Terror e passou a ter profundo ressentimento contra os Jacobinos.